# Брауншвенде
Брауншвенде (нем. Braunschwende) — деревня в Германии, в земле Саксония-Анхальт. Находится в подчинении администрации города Мансфельда.
Население составляет 573 человека (на 31 декабря 2007 года). Занимает площадь 7,89 км².

## История
Впервые упоминается 27 декабря 1370 года как Брунсвенде.
Ранее населённый пункт имел статус коммуны. 6 марта 2009 года Брауншвенде вошёл в состав города Мансфельд.